# مريوان قانع
مريوان وريا قانع (بالكردية: مەریوان قانع)‏، (مواليد 1966، السليمانية، كردستان العراق) هو مفكر وكاتب ومحلل سياسي كردي. يعيش ويعمل في هولندا منذ عام 1993. وهو محاضر في الشرق الأوسط والعالم العربي في كلية العلوم الإنسانية، قسم الدراسات العبرية والعربية واليهودية بجامعة أمستردام.
غادر العراق عام 1992، ودرس العلوم السياسية في جامعة أمستردام بين عامي 1995-1997، وحصل على درجة الدكتوراه في العلوم الإنسانية عام 2010. كان موضوع أطروحته لنيل شهادة الماجستير هو القومية الكردية بعيدة المدى في هولندا: من سكان الجبال إلى الأمة السيبرانية. وكان موضوع الأطروحة هو تحول مفهوم الشهادة الإسلامية إلى مفهوم علماني ثوري داخل القومية الكردية، وعنوان رسالة الدكتوراه: الاستشهاد بين الأمة والدين، والحب السياسي والشعر والتضحية بالنفس في القومية الكردية. وهو خبير في القومية الكردية الحديثة والثقافة والمجتمع والشتات.
يكتب وينشر دراساته باللغات الكردية والإنجليزية والهولندية. وقد ترجمت بعض أعماله إلى العربية، والفارسية. حصل كتابه "هويات معقدة" على جائزة أفضل رواية غير روائية لعام 2004، وهي جائزة صادرة عن وزارة الثقافة في إقليم كردستان. وهو أحد أعضاء هيئة تحرير مجلة "رهند" الفكرية الكردية. وينشر في صحيفتي هاولاتي وعوينة الكرديتين، وفي يناير 2011 اتهم في كردستان العراق، بسبب مقال في عوينة انتقد فيه رئيس إقليم كردستان العراق مسعود بارزاني.

## كتب
أصدر مريوان باللغة الكردية الكتب التالية:
- القوة والفرق (2000)
- الإسلام والفلسفة والتنوير (2002)
- الهويات المعقدة (2004)
- القومية والهجرة
- السعادة والصمت
- كتاب الخيبة (قصائد)
- الدين والعالم (2011)
- الكتاب والعالم
- الفكر والعالم ج1، ج2.

## روابط خارجية
- موقع مريوان قانع، جامعة أمستردام